# Онай, Гюльсин
Гюльсин Онай (род. 12 сентября 1954, Стамбул) — турецкая пианистка.  Государственный артист Турции (1987).

## Биография
Гюльсин Онай играла на пианино с трёх лет. Первые уроки игры ей дала мать.
Когда Гюльсин было шесть лет, она дала свой первый концерт на «TRT Radio Istanbul». В возрасте 10 лет Гюльсин Онай получила правительственную стипендию «Üstün Yetenekli Çocuklar Kanunu», которая позволила ей получить специальное образование в Анкаре, там Гюльсин преподавали музыку Митхат Фенмен и Ахмед Аднан Сайгун. Затем Гюльсин Онай училась в Парижской Консерватории, среди её преподавателей были Надя Буланже и Пьер Санкан. Она окончила консерваторию в возрасте 16 лет, получив «Premier Prix de Piano». Затем училась в Ганноверской Высшей школе музыки и театра.
Давала концерты в 68 странах. Награждена Польской государственной медалью.